# 나다촌 (효고현)
나다촌(灘村)은 효고현 미하라군에 설치되었던 촌이다. 현재의 미나미아와지시에 해당한다.

## 역사
- 1889년 4월 일 - 정촌제 시행에 의해 4촌의 구역을 가지고 성립하였다.
- 1955년 4월 7일 - 가슈촌, 아마정, 기타야마촌과 합병해 난단정이 성립, 동일 나다촌은 폐지되었다.

## 참고문헌
- 角川日本地名大辞典 28 兵庫県